# Strap-on dildo

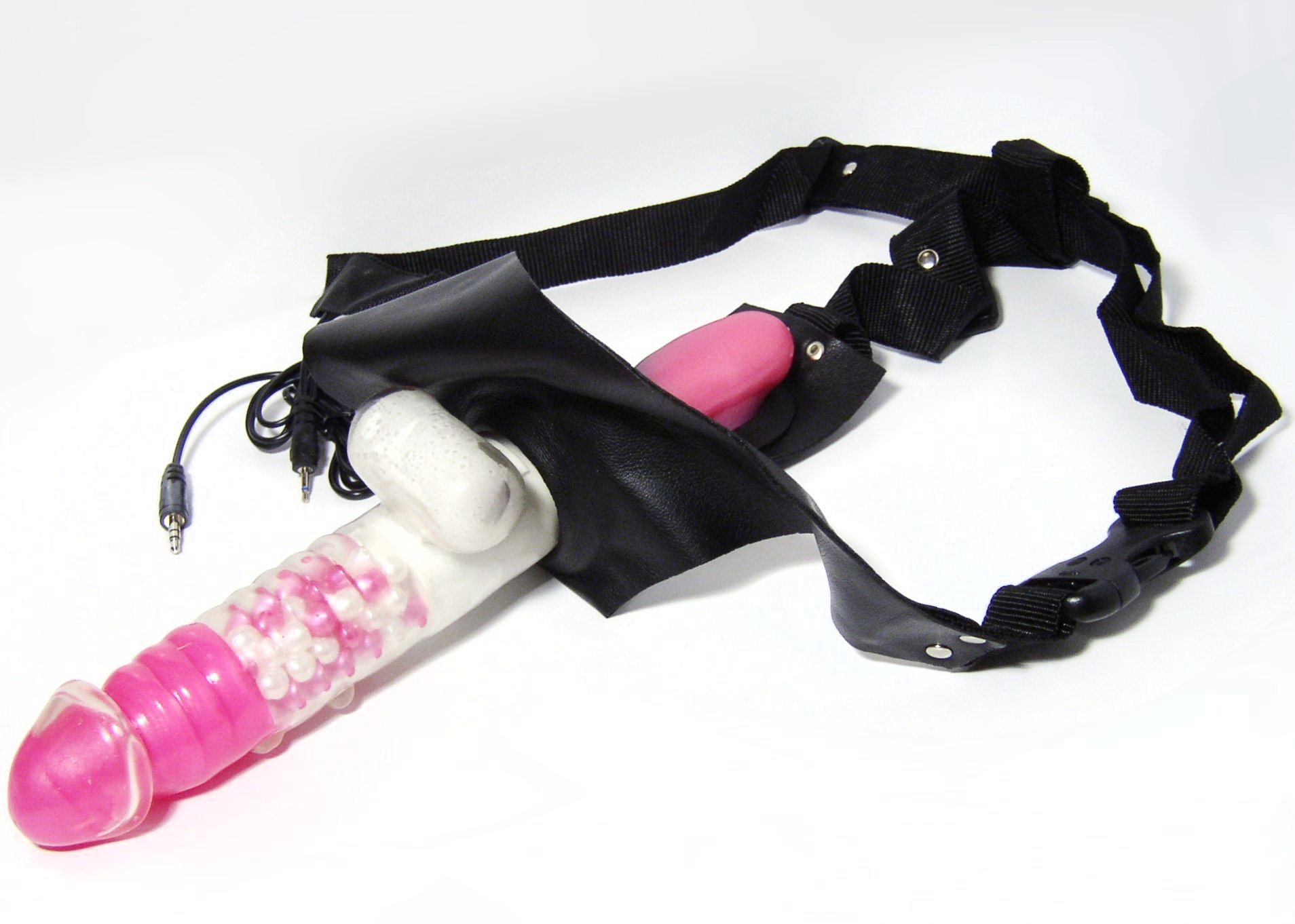

Un strap-on este un dildo pentru femei făcut din plastic sau silicon, cu ajutorul căreia o femeie poate penetra un bărbat anal sau o altă femeie vaginal sau anal. Strap-on-ul vine într-o varietate de culori și forme, dacă este folosit pe bărbați necesită și lubrifiant, strap-on-ul nu este ne-apărat pentru penetrat, ci pentru multe feluri de alte jocuri sexuale. Strap-on-ul este de fapt un dildo atașat de un fel de ham, se găsesc și care vibrează.